# Frank Hiscock
Frank Hiscock (Pompey, 1834. szeptember 6. – Syracuse, 1914. június 18.) az Amerikai Egyesült Államok szenátora (New York, 1887–1893).